# Thai (taal)
Thai is de officiële taal van Thailand. De Thaise naam voor de taal is ภาษาไทย (phaasăa thai, "Thaise taal").
Thai behoort tot de Tai-taalgroep in de Tai-Kadai-taalfamilie. De Tai-Kadai-talen zijn vermoedelijk oorspronkelijk afkomstig uit zuidelijk China en sommige linguïsten veronderstellen verwantschap met de Austroaziatische, Austronesische of Sino-Tibetaanse taalfamilies.
Thai is een tonale en analytische taal. De combinatie van tonaliteit, complexe orthografie (geschreven in het Thais alfabet), relationele markers en een andere fonologie maken de taal vaak moeilijk te leren voor westerlingen.

## Talen en dialecten
Standaardthai, ook bekend onder de naam Centraal Thai of Siamees, is de officiële taal van Thailand. Het wordt gesproken door ongeveer 25 miljoen mensen (1990), waaronder ook sprekers van Bangkok Thai (hoewel dit meestal wordt beschouwd als een apart dialect). Khorat Thai wordt gesproken door ongeveer 400.000 mensen (1984) in Nakhon Ratchasima; taalkundig gezien ligt het tussen Centraal Thai en Isaan en kan worden beschouwd als een dialect van beide.
Naast standaardthai zijn er in Thailand vele andere verwante Tai-talen te vinden, zoals:
- Isaan (Noordoost-Thai), de taal van de Thaise regio Isaan. Door sommigen beschouwd als een dialect van Lao, waar het veel op lijkt. Wordt gesproken door ongeveer 15 miljoen mensen (1983).
- Lü (Tai Lue, Dai), gesproken door ongeveer 83.000 mensen (2001) in noordelijk Thailand.
- Noordelijk Thai (Lanna, Kam Mueang, of Tai Yuan), gesproken door ongeveer 6 miljoen mensen (1983).
- Phuan, gesproken door een onbekend aantal mensen in Centraal Thailand en Isaan.
- Phu Tai, gesproken door ongeveer 156.000 mensen (1993) in de omgeving van de provincie Nakhon Phanom.
- Shan (Thai Luang, Tai Long), gesproken door ongeveer 56.000 mensen (1993) in Noordwest-Thailand.
- Song, gesproken door ongeveer 20-30.000 mensen (1982) in centraal en noordelijk Thailand.
- Zuidelijk Thai (Pak Dtai of Dambro), gesproken door ongeveer 5 miljoen mensen (1990).
- Tai Dam, gesproken door ongeveer 20.000 mensen (1990) in Isaan en de provincie Saraburi.

Statistieken komen van Ethnologue 2003-10-4. Veel van deze talen worden gesproken door grote groepen sprekers buiten Thailand. De meeste sprekers van dialecten en minderheidstalen spreken daarnaast ook Centraal Thai.

## Vocabulaires
Omdat de cultuur van Thailand veel belang hecht aan formele en sociale relaties beschikt het Thai over een aantal aparte vocabulaires. Dit betreft taalvariaties die afhankelijk zijn van de situatie of sociale context. Thaise vocabulaires zijn:
- Koninklijk Thai (คำราชาศัพท์, kham raasjaasàp) is de vocabulaire met betrekking tot de koning en het koningshuis.

| Bijvoorbeeld: | เสวย  | sàwěui  | - eten   | (afkomstig uit Khmer) |
|               | บรรทม | banthom | - slapen |                       |
- Sacraal Thai (ภาษาพระภิกษุ, phaasăa phrá phíksòe) is de religieuze vocabulaire met betrekking tot Boeddhistische monniken en tempels.

| Bijvoorbeeld: | ฉัน   | sjăn    | - eten   | (afkomstig uit Pali) |
|               | จำวัด | tjamwád | - slapen |                      |
- Retorisch Thai is een vocubulaire die gebruikt wordt in toespraken en dergelijke.

| Bijvoorbeeld: | กระผม | kraphŏm | - ik | (wanneer hooggeplaatste personen worden aangesproken, of in een erg formele situatie, uitsluitend door een mannelijke spreker gebruikt) |
- Geschreven Thai (ภาษาเขียน, phaasăa khĭean) is het officiële en geschreven taalgebruik inclusief beleefdheidsvormen.

| Bijvoorbeeld: | ผม  | phŏm | - ik     | (bij formeel of geschreven taalgebruik, uitsluitend door een mannelijke spreker gebruikt ) |
|               | กิน  | kin  | - eten   | (bij formeel of geschreven taalgebruik)                                                    |
|               | นอน | nohn | - slapen | (bij formeel of geschreven taalgebruik)                                                    |
- Gesproken Thai (ภาษา พูด, phaasăa phôed) is het informeel taalgebruik gebruikt tussen nauwe verwanten en vrienden, zonder beleefdheidsvormen.

| Bijvoorbeeld: | กู | koe | - ik | (in een zeer informele situatie, meestal gebruikt door mannen, maar kan ook door vrouwen worden gebruikt) |
Lager geschoolde Thai gebruiken de vocabulaire van geschreven en gesproken Thai. Slechts weinigen spreken het sacraal en/of koninklijk Thai.

## Leenwoorden
De belangrijkste bronnen van leenwoorden in het Thai zijn het Chaozhouhua (een vorm van het Chinees), het Khmer (vooral woorden uit de hoftaal), het Sanskriet, het Pali (de taal van de oude geschriften van het Theravada-boeddhisme) en de laatste tijd vooral het Engels.
Het Sanskriet en het Pali zijn Indo-Arische talen en hun rol in het Thai is vergelijkbaar met de rol die het (eveneens Indo-Europese) Latijn en het Oudgrieks in de Westerse talen vervullen. Het Thaise woord voor telefoon bijvoorbeeld is โทรศัพท์ (thorásàp, IPA: [tʰoːrásàp]), dat op dezelfde wijze uit Indische elementen is gevormd als het Nederlandse equivalent uit Griekse elementen is gevormd (dūre is Sanskriet voor ver en śabdaḥ betekent geluid).
Leenwoorden uit het Pali en Sanskriet zijn soms te herkennen aan het feit dat ze anders dan de meeste Thaise woorden dikwijls uit meer dan één lettergreep bestaan en doordat er voor de geschreven vorm vaak letters worden gebruikt die voor de spelling van andere woorden zelden of nooit gebruikt worden (vergelijkbaar met het gebruik van de letters c, q en x in het Nederlands). Verder wijst ook het gebruik van een speciaal diakritisch teken dat aangeeft dat één of meer letters stom zijn, op een Indische oorsprong van een woord. Stomme letters komen in zulke woorden vrij vaak voor doordat de fonotaxis van het Thai sterk verschilt van die van het Pali en het Sanskriet en vele klankcombinaties uit die twee talen volgens de Thaise fonotaxis onuitspreekbaar zijn.
De bovengenoemde kenmerken gelden ook enigszins voor Engelse leenwoorden in het Thai. De officiële Thaise naam voor Nederland is bijvoorbeeld afkomstig van het Engelse Netherlands en luidt เนเธอร์แลนด์ (Nethoelaen, IPA: [netʰɤlɛːn]). Hierin zijn de letters ร (r) en ด (d) als stom aangegeven en de "Indische" letter ธ wordt voor het weergeven van de Engelse th gebruikt (die hier echter niet als in Netherlands wordt uitgesproken maar als een geaspireerde t).

## Eigenschappen
Het Thai heeft een eigen schrift van 44 medeklinkers, 32 klinkerklanken en 4 toontekens en kent geen hoofdletters. Alle woorden van een zin worden aan elkaar geschreven, met een spatie als markering van het einde van een zin.
Thai is een afzonderingstaal: het verband tussen woorden wordt niet met een vormverandering (verbuiging of vervoeging) aangegeven, maar de volgorde van de woorden bepaalt de relatie van de afzonderlijke woorden.
Het zelfstandig naamwoord (hieronder in groen aangegeven) verandert niet bij wijziging van het geslacht.
| Bijvoorbeeld: | เด็ก     | dèk           | - het kind   |
|               | เด็กผู้ชาย | dèk phôesjaai | - de jongen  |
|               | เด็กผู้หญิง | dèk phôejĭing | - het meisje |
|               | ไก่      | kài           | - het hoen   |
|               | ไก่ตัวผู้   | kài toeaphôe  | - de haan    |
|               | ไก่ตัวเมีย | kài toeamiea  | - de kip     |
Het zelfstandig naamwoord verandert niet bij gebruik van het meervoud.
| Bijvoorbeeld: | ไก่ 1 ฅัว | kài 1 toea | - 1 hoen     |
|               | ไก่ 2 ฅัว | kài 2 toea | - 2 hoenders |
Werkwoorden (hieronder in groen aangegeven) worden niet vervoegd onder invloed van het onderwerp.
| Bijvoorbeeld: | กิน             | kin                      | - eten               |
|               | แมวฅัวเดียวกินปลา | maew toea dieaw kin plaa | - één kat eet vis    |
|               | แมวหลายฅัวกินปลา | maew lăai toea kin plaa  | - de katten eten vis |
|               | นอน            | nohn                     | - slapen             |
|               | ผมนอน          | phŏm nohn                | - ik slaap           |
|               | เขานอน         | kháw nohn                | - hij/zij slaapt     |
|               | เรานอน         | raw nohn                 | - wij slapen         |
Werkwoorden worden niet vervoegd onder invloed van de tijd.
| Bijvoorbeeld: | เขากินข้าวแล้ว  | kháw kin khâaw láew    | - hij/zij heeft al rijst gegeten |
|               | เขากำลังกินข้าว | kháw kamlang kin khâaw | - hij/zij is rijst aan het eten  |
|               | เขาจะกินข้าว   | kháw tjà kin khâaw     | - hij/zij gaat rijst eten        |
In het Thai bestaan de meeste woorden uit één lettergreep. Van oorsprong echt Thaise woorden gaan meestal over normale dingen zoals het lichaam, de familie en de dingen en werkwoorden die dagelijks gebruikt worden.
| Bijvoorbeeld: | พ่อ  | phôh  | - vader  |
|               | แม่  | mâe   | - moeder |
|               | โต๊ะ | tó    | - tafel  |
|               | ช้อน | sjóhn | - lepel  |
|               | กิน  | kin   | - eten   |
|               | นอน | nohn  | - slapen |

## Terminologie
Het woord Thai wordt niet alleen gebruikt voor de Thaise taal maar ook voor een persoon met de Thaise nationaliteit. Aan het lidwoord is te zien of de taal (het Thai) of een persoon (de, een Thai) bedoeld wordt. Meerdere Thaise personen of het Thaise volk kunnen worden aangeduid met het woord Thai of Thailanders. De woordvorm Thais (met een -s) mag volgens sommigen uitsluitend als bijvoeglijk naamwoord met de betekenis van, uit, betreffende, als in Thailand gebruikt worden. Het woord Thais kan in dat geval als synoniem van het woord Thailands worden beschouwd. Er bestaat hierover echter geen consensus, en Thais wordt ook wel als zelfstandig naamwoord gebruikt naar analogie van bijvoorbeeld Iers en Fins in de betekenis van Ierse respectievelijk Finse taal.
| woord       | woordsoort                      | betekenis                              | voorbeeld |
| Thai        | zelfst. naamw. (onz.)           | de taal van Thailand                   | "Het Thai is de nationale taal van Thailand." |
| Thai        | zelfst. nw. (mnl./vrl.; enk.)   | iemand met de Thaise nationaliteit     | "Mijn partner is een Thai, maar ik communiceer met hem/haar in het Engels." "De Thai begreep onmiddellijk wat ik bedoelde, en was zo vriendelijk me zijn schroevendraaier te lenen."             |
| Thai        | zelfst. nw. (mnl./vrl.; meerv.) | mensen met de Thaise nationaliteit     | "Vele Thai zijn zwaar getroffen door de tsunami van 2004." |
| Thailander  | zelfst. nw. (mnl./vrl.; enk.)   | iemand met de Thaise nationaliteit     | "Mijn partner is een Thailander, maar ik communiceer met hem/haar in het Engels." "De Thailander begreep onmiddellijk wat ik bedoelde, en was zo vriendelijk me zijn schroevendraaier te lenen." |
| Thailanders | zelfst. nw. (mnl./vrl.; meerv.) | mensen met de Thaise nationaliteit     | "Vele Thailanders zijn zwaar getroffen door de tsunami van 2004." |
| Thailands   | bijvoeglijk naamw.              | van, uit, betreffende, als in Thailand | "Een Thailands restaurant hebben we hier helaas nog niet." |
| Thais       | bijvoeglijk naamw.              | van, uit, betreffende, als in Thailand | "Een Thais restaurant hebben we hier helaas nog niet." |